# Cephalodella vittata
Cephalodella vittata is een raderdiertjessoort uit de familie Notommatidae. De wetenschappelijke naam van deze soort is voor het eerst geldig gepubliceerd in 1985 door Kutikova.